# フェロジピン
フェロジピン（Felodipine）は、高血圧の制御のために用いられるカルシウム拮抗剤である。アストラゼネカからPlendil、サノフィからRenedilの商標てま販売されている。合成法の特許は2007年に切れた。

## 相互作用
1989年に遡る研究により、フェロジピンとグレープフルーツジュースの組合せは毒性を示すことが示された。経口摂取されたフェロジピンは、まず消化管と肝臓で、酵素CYP3A4による代謝を受ける。一方、グレープフルーツジュースは、この酵素の作用を阻害するベルガモチンを含み、そのため、この薬剤の生物学的利用能が向上し、危険な副作用のリスクが高まる。

## 禁忌と注意
フェロジピンまたはその他のカルシウムチャネル拮抗剤へのアレルギー、洞不全症候群、2度または3度の心臓ブロック、また授乳中の者は禁忌である。妊娠中、肝機能障害の者は注意して使用する必要がある。また特徴的な副作用として、血管浮腫を起こして死亡に至る恐れがある。

## 合成
Berntsson, P. B.; Carlsson, A. I.; Gaarder, J. O.; Ljung, B. R.; 1981, アメリカ合衆国特許第 4,264,611号.